# Dans la peau d'Angel
Dans la peau d'Angel est le 4e épisode de la saison 3 de la série télévisée Angel.

## Synopsis
Angel va au cinéma avec Fred et la jeune femme croit qu'il s'agissait d'un rendez-vous. Cordelia parle à Angel afin qu'il clarifie la situation avec Fred mais, avant qu'il puisse le faire, son attention est attirée par une affaire concernant des morts bizarres dans un hôtel et il part enquêter avec son équipe. En se rendant avec Cordelia dans un club de sport que fréquentaient les victimes, Angel remarque qu'un vieil homme les observe depuis la maison de retraite d'en face et il va lui parler. Celui-ci, Marcus Roscoe, jette un sort qui lui permet d'échanger son corps avec celui d'Angel. Marcus, dans le corps d'Angel, accumule les gaffes et embrasse Lilah Morgan, venue apporter des papiers concernant l'hôtel Hyperion. Fred les surprend en train de s'embrasser et est consternée. Marcus, dans le feu de l'action, mord Lilah et celle-ci part furieuse. Marcus découvre alors que le corps qu'il occupe est celui d'un vampire pendant qu'Angel tente vainement de s'échapper de la maison de retraite.
Les membres d'Angel Investigations s'interrogent sur le comportement bizarre d'Angel et ils finissent par en déduire que le corps d'Angel a été possédé pendant que Marcus part à la maison de retraite pour se débarrasser d'Angel. L'équipe intervient à temps pour sauver Angel et le sortilège est inversé. De retour à l'hôtel Hyperion, Angel met les choses au point avec Fred. Peu après, Willow appelle au téléphone et apprend au groupe que Buffy a été ramenée à la vie (voir Chaos).

## Statut particulier
Noel Murray, du site The A.V. Club, voit cet épisode « divertissant » comme une « occasion manquée » car l'idée de l'échange de corps avait plus de potentiel. Pour Ryan Bovay, du site Critically Touched, qui lui donne la note de C, l'épisode est  « amusant mais peu profond »  et se repose essentiellement sur les « talents considérables de la distribution principale » qui compense un scénario « en dessous de la moyenne ».

## Distribution

### Acteurs crédités au générique
- David Boreanaz : Angel
- Charisma Carpenter : Cordelia Chase
- Alexis Denisof : Wesley Wyndam-Pryce
- J. August Richards : Charles Gunn
- Amy Acker : Winifred « Fred » Burkle

### Acteurs crédités en début d'épisode
- Stephanie Romanov : Lilah Morgan
- Daniel Dae Kim : Gavin Park
- Rance Howard : Marcus Rosco
- Paul Benjamin : l'homme âgé

### Acteurs crédités en fin d'épisode
- Paul Logan : Woody
- Misty Louwagie : Christina